# Апологетика
Апологе́тика (от др.-греч. ἀπολογία «оправдание; защита»), или основно́е богосло́вие, — раздел христианского богословия, посвящённый обоснованию вероучения с помощью рациональных аргументов. Апологетика отстаивает ортодоксально-религиозную точку зрения в вопросе о сущности религии, её происхождении, критикует различные атеистические гипотезы происхождения и сущности религии, выдвигает и исследует доказательства истинности бытия Бога, а также основных положений христианской веры.

## Задачи апологетики
Апологетика — одна из главных учебных дисциплин в христианских духовных учебных заведениях, где она служит введением в изучение других богословских дисциплин. Особенностью изложения данного курса в православных духовных учебных заведениях является обоснование не на основании авторитета Священного Писания и Предания, а главным образом с позиции интеллектуальных, моральных, культурных и других общепризнанных норм и критериев.
В рамках основного богословия:
- формулируются фундаментальные основы христианского вероучения,
- систематически излагаются основания или доказательства, на которых покоится и которыми оправдывается вера христианина в безусловную истину коренных основ религиозно-христианского учения,
- опровергается критика христианских истин со стороны нехристианских и нерелигиозных воззрений.